# Beledweyne
Beledweyne este un oraș în Somalia.